# Награди „Оскар“ (27-а церемония)
Двадесет и седмата церемония по връчване на филмовите награди „Оскар“ се провежда на 30 март 1955 година. На нея се връчват призове за най-добри постижения във филмовото изкуство за предходната 1954 година. Събитието отново е проведено едновременно в Лос Анджелис и Ню Йорк. Театъра на импресариото Александър Пантаджес – „РКО Пантаджес“ е домакин в Лос Анджелис, а Театър „NBC“ приема спектакъла в Ню Йорк. Водещи на събитието са шоумена Боб Хоуп в Лос Анджелис и актрисата Телма Ритър в Ню Йорк.
Големият победител на вечерта е ниско-бюджетния филм „На кея“ на режисьора Елия Казан с 12 номинации от които печели 8, включително за най-добър филм, изравнявайки се по брой на статуетките с рекордьорите дотогава „Отнесени от вихъра“ (1939) на Виктор Флеминг и миналогодишния победител „Оттук до вечността“ на режисьора Фред Зинеман. Сред другите основни претенденти на настоящата церемония са „Провинциалистката“ на Джордж Сийтън и „Бунтът на кораба Кейн“ на Едуард Дмитрик и двете заглавия с по 7 номинации в различните категории.
Фаворитката в категорията за най-добра женска роля Джуди Гарланд не успява да присъства на церемонията, тъй като е родила третото си дете. В нейния дом са поставени камери за евентуалните благодарствени слова, но призът изненадващо печели Грейс Кели.
Дороти Дендридж влиза в историята като първата изпълнителка от афроамерикански произход, номинирана в категорията за най-добра актриса.

## Филми с множество номинации
Долуизброените филми получават повече от 2 номинации в различните категории за настоящата церемония:
- 12 номинации: На кея
- 7 номинации: Бунтът на кораба Кейн, Провинциалистката
- 6 номинации: Важни персони, Сабрина, Роди се звезда
- 5 номинации: Седем невести за седем братя
- 4 номинации: Executive Suite, Задният прозорец
- 3 номинации: Двадесет хиляди левги под водата, Бригейдън, Историята на Глен Милър, Няма друг бизнес като шоубизнеса, Три монети във фонтана

## Номинации и награди
Долната таблица показва номинациите за наградите в основните категории. Победителите са изписани на първо място с удебелен шрифт.
| Най-добър филм | Най-добър режисьор |
| --- | --- |
| - На кея - Бунтът на кораба Кейн - Провинциалистката - Седем невести за седем братя - Три монети във фонтана | - Елия Казан – На кея - Алфред Хичкок – Задният прозорец - Джордж Сийтън – Провинциалистката - Уилям Уелман – Важни персони - Били Уайлдър – Сабрина                                                   |
| Най-добра мъжка роля | Най-добра женска роля |
| - Марлон Брандо – На кея - Хъмфри Богарт – Бунтът на кораба Кейн - Бинг Крозби – Провинциалистката - Джеймс Мейсън – Роди се звезда - Дан О'Херлихи – Робинзон Крузо                                                                                     | - Грейс Кели – Провинциалистката - Дороти Дендридж – Кармен Джоунс - Джуди Гарланд – Роди се звезда - Одри Хепбърн – Сабрина - Джейн Уаймън – Великолепно обсебване                                    |
| Най-добра поддържаща мъжка роля | Най-добра поддържаща женска роля |
| - Едмънд О'Брайън – Босоногата контеса - Лий Джей Коб – На кея - Карл Молдън – На кея - Род Стайгър – На кея - Том Тъли – Бунтът на кораба Кейн | - Ева Мари Сейнт – На кея - Нина Фоч – Административна власт - Кати Хурадо – Счупено копие - Джан Стърлинг – Важни персони - Клеър Тревър – Важни персони                                              |
| Най-добър сценарий | Най-добра история и сценарий |
| - Провинциалистката – Джордж Сийтън - Бунтът на кораба Кейн – Станли Робъртс - Задният прозорец – Джон Майкъл Хейс - Сабрина – Били Уайлдър, Самуел Тейлър и Ърнест Леман - Седем невести за седем братя – Албърт Хакет, Франсис Гудрич и Дороти Кингсли | - На кея – Бъд Шулбърг - Босоногата графиня – Джоузеф Манкевич - Дженивийв – Уилям Роуз - Историята на Глен Милър – Валънтайн Дейвис и Оскар Бродни - Да чукна на дърво – Норман Панама и Мелвин Франк |

## Галерия
| Елия Казан „Оскар“ за режисура | Марлон Брандо „Оскар“ за главна мъжка роля | Едмънд О'Брайън „Оскар“ за поддържаща мъжка роля | Ева Мари Сейнт „Оскар“ за поддържаща женска роля |
| ------------------------------ | ------------------------------------------ | ------------------------------------------------ | ------------------------------------------------ |
|                                |                                            |                                                  |                                                  |

## Почетни награди
- Кемп Р. Нивър
- Грета Гарбо
- Дани Кей
- Джон Уайтли
- Винсънт Уинтър

## Награда за най-добър чуждоезичен филм
- Портите на ада (Jigokumon/Gate of Hell), японски филм на режисьора Тейносуке Кинугаса.